# Lemvig Kapsejlads
|  | Denne artikel er oprettet af botten Steenthbot ud fra en ekstern database. Den kan derfor have sproglige fejl eller mangler. Denne skabelon kan fjernes efter kontrol af indholdet. |

Lemvig Kapsejlads er en dansk dokumentarisk optagelse.

## Handling
Optagelser fra en kapsejlads ud for Lemvig. Sejlskibe, folk klædt i fint tøj, fest på skibene, folk skåler og drikker øl på båd, kapsejladsens præmier vises frem. En masse mennesker er mødt op til festlighederne.